# Tmesisternus persimilis
Tmesisternus persimilis es una especie de escarabajo del género Tmesisternus, familia Cerambycidae. Fue descrita científicamente por Breuning en 1968.
Habita en Papúa Nueva Guinea. Esta especie mide 16 mm.